# Festivalul de Film Ceh de la Pilsen

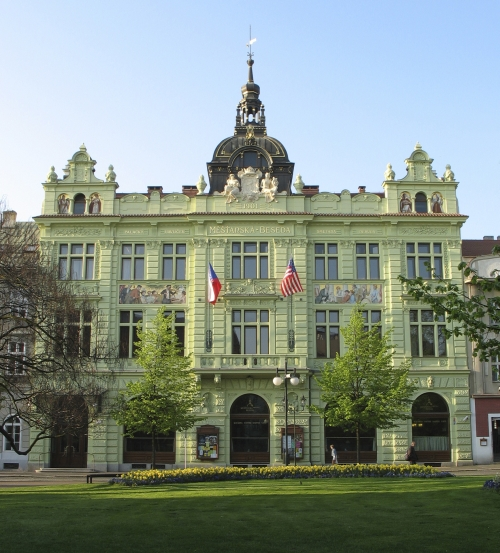
Casa de cultură Měšťanská beseda din Plzeň

Festivalul de Film Ceh de la Plzeň (în cehă Finále Plzeň Film Festival) este un festival național de film organizat la Plzeň, Republica Cehă, pentru filme de lungmetraj și documentare. A fost fondat în 1967, iar primul an a avut loc în 1968. Din anul 2007, locul de desfășurarte al festivalului este clădirea în stil Art Nouveau, Měšťanská beseda. Premiul principal al filmului este Pescărelul de Aur (în cehă Zlatého ledňáčka).
Festivalul comemorează aniversările semnificative ale unor jubilee, realizările semnificative ale cinematografiei cehe, sunt prezentate profilurile școlilor de film și se discută pe diferite teme legate de filmul ceh. În așa-numitul „Panoul proiectelor de film”, creatorii prezintă viitoarele lucrări de film în diferite stadii ale creației lor. Festivalul este, de asemenea, însoțit de concerte, expoziții, etc.

## Câștigătorii premiului „Pescărelul de Aur”
Filme câștigătoare ale tuturor anilor festivalului:
- 1968 Každý den odvahu – regia Evald Schorm
- 1969 Cronica moravă (Všichni dobří rodáci) – regia Vojtěch Jasný
- 1969 Fugitivi și pelerini (Zbehovia a pútnici) – regia Juraj Jakubisko
- 1991 Obecná škola – regia Jan Svěrák
- 1993 Krvavý román – regia Jaroslav Brabec
- 1994 Kráva – regia Karel Kachyňa
- 1995 Indiánské léto – regia Saša Gedeon
- 1996 Golet v údolí – regia Zeno Dostál
- 1997 Mňága – Happy End – regia Petr Zelenka
- 1998 Knoflíkáři – regia Petr Zelenka
- 1999 Návrat idiota – regia Saša Gedeon
- 2000 Musíme si pomáhat – regia Jan Hřebejk
- 2001 Paralelní světy – regia Petr Václav
- 2002 Babí léto – regia Vladimír Michálek
- 2003 Pupendo – regia Jan Hřebejk
- 2004 Nevěrné hry – regia Michaela Pavlátová
- 2005 Sluneční stát – regia Martin Šulík
- 2006 Štěstí – regia Bohdan Sláma
- 2007 Pusinky – regia Karin Babinská
- 2008 Tajnosti – regia Alice Nellis
- 2009 Kdopak by se vlka bál – regia Maria Procházková
- 2010 Kawasakiho růže – regia Jan Hřebejk
- 2011 Osmdesát dopisů – regia Václav Kadrnka
- 2011 Kuky se vrací – regia Jan Svěrák
- 2012 Dům – regia Zuzana Liová
- 2013 Můj pes Killer – regia Mira Fornayová
- 2014 Jako nikdy – regia Zdeněk Tyc
- 2015 Cesta ven – regia Petr Václav
- 2016 Rodinný film – regia Olmo Omerzu
- 2017 Já, Olga Hepnarová – regia Tomáš Weinreb, Petr Kazda
- 2018 Čára – regia Peter Bebjak
- 2019 Domestik – regia Adam Sedlák